# 專輯封面

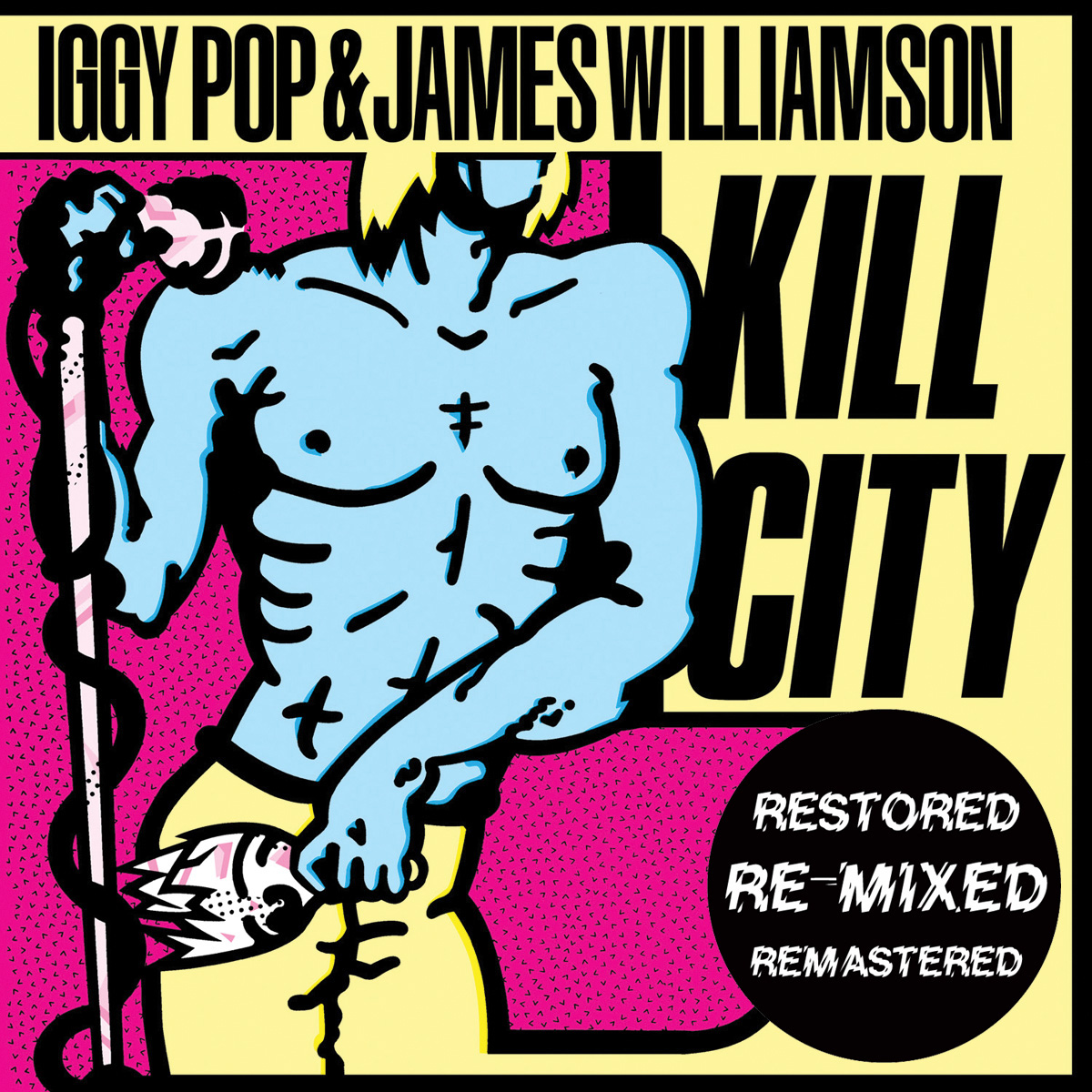
伊基·波普的專輯《殺戮城市》（1977年發行，2010年再推出修訂版）

專輯封面是在市場上發售的錄音產品或專輯的正面包裝，通常可以是指10英寸及12英寸每分鐘轉動78次的唱片、12英寸的密紋唱片及每分鐘轉動45次的唱片所用的印刷紙版封面（相連的唱片套或盒裝），或者CD包裝的正面嵌板，亦越發流行用作專輯及曲目數碼下載附帶的圖片。
對於所有類型的實物唱片，專輯封面還是保護套的部分。

## 早期歷史
在1915年，每分鐘轉動78次的唱片徹底取代留聲機圓筒，成為錄音的媒介。每分鐘轉動78次的唱片有直徑10英寸及12英寸兩種，通常用牛皮紙或紙板封套包裝發售，包裝上有時是一片空白，有時寫上生產商或零售商的名稱。由於唱片都是用酸性的紙板包裝，因此保存性能有限。一般來說，封套上有一個圓形的切口，令人可以看到唱片公司的標籤。唱片可以平放在架子上，亦可以直立靠牆，但這種唱片十分脆弱，跌在地上就會碎裂。
德國唱片公司奧迪恩唱片在1909年發行柴可夫斯基的《胡桃夾子》，用特別設計的包裝包裹四張雙面唱片，首創「音樂專輯」的概念。不過在隨後的多年，其他唱片公司並沒有形成發行專輯的做法。
在1920年代開始有被稱為「唱片冊」的空封套裝訂收藏品發售，以供買家收藏唱片，封面是簡樸的紙板及皮革。這些空唱片冊有10英寸及12英寸兩種，封面比起唱片更長更寬，讓唱片冊可以像書籍一樣垂直放在書架上，亦能防止唱片被放在書架的上面，以免唱片從高處墮下造成損傷。
唱片公司在1930年代開始以合集的形式發售單一歌手或單一音樂風格的唱片，收錄以往發行過的單曲，例如在畢克斯·拜德貝克及貝西·史密斯逝世後推出的紀念專輯。
哥倫比亞唱片在1938年聘任阿歷克斯·斯坦維斯為公司的第一位藝術總監，他開創了專輯封面及封面藝術的概念，取代過往使用的簡樸封面，其他唱片公司亦爭相仿效。到1950年代，有圖像的唱片封面已經十分普遍。
隨著10英寸及12英寸的密紋唱片在1948年面世及其後開發出每分鐘轉動45次的唱片，「專輯」一詞開始用以指稱這種合集的形式，並繼續沿用藝術性的原創專輯封面。

## 式樣
在1950年代至1980年代，12英寸的密紋唱片及每分鐘轉動45次的唱片成為流行音樂的主要產品。雖然現在已有其他的式樣取代密紋唱片，但仍然有一些新發售的音樂作品採用密紋唱片。典型密紋唱片卡板封套的尺寸是12.375平方英寸。
激光唱片自1990年代中期開始成為最常見的實物音樂產品。包裝的式樣各不相同，包括最普遍的塑料光盤盒、卡板及塑料並用的托盤封套。這種包裝的尺寸大約是4.75平方英寸。

## 設計
專輯封面早已成為音樂文化的重要部分。鮑勃·卡托曾經在哥倫比亞唱片及聯美擔任創新部門的副主席，受到像他這樣的設計師影響，專輯封面成為市場營銷的工具，他們亦得以藉此展示藝術才華。樂隊合唱團在1970年發佈的專輯《怯場》就是一個早期的例子，該專輯採用諾曼·澤夫拍攝的照片作為封面，迅速成為收藏者追捧的物品。通常附有歌詞紙的折疊插頁封面及鑲嵌物件使專輯封面本身成為有需求的人工制品。雖然披頭士樂隊的《比伯軍曹寂寞芳心俱樂部》只有一張唱片，但仍附有裁剪出來的贈品、歌詞及折疊插頁封套；滾石樂隊的《頹廢大街》有一張折疊插頁，附贈12張一個系列的明信片（也是諾曼·澤夫的作品）；平克·弗洛伊德的《月之暗面》附有折疊插頁及歌詞，封套上沒有寫上專輯的名稱，附贈海報及貼紙，這些都是著名的例子。不過，在唱片轉而使用激光光盤（小於以往唱片的四分之一）的格式之後，雖然唱片公司亦為這種格式設計更可取的包裝，例如像《比伯軍曹寂寞芳心俱樂部》的重制版那樣附帶一個卡板盒子及小冊子及採用龐大的包裝設計，但封面帶來的影響仍然大不如前。
封面設計的重要性以致一些藝術家通過他們的作品提高知名度或專攻這個方向，例如平克·弗洛伊德的專輯設計封面的團隊希普諾西斯。羅傑·迪恩設計Yes及格林斯萊德的專輯封面，因而聲名大噪。牛心上尉的《紅鱒魚面具複制品》專輯封面及弗蘭克·扎帕的《我們參與其中只是為了金錢》專輯封面使卡爾·申克爾廒成為知名的設計師。
許多在音樂產業內外的攝影師及插畫家炮制出大量令人印象難忘的密紋唱片及激光唱片封面。攝影師米克·羅克制作出一些在1970年代最形像的專輯封面，包括皇后樂團的《皇后二》（重現他們的經典音樂錄像波希米亞狂想曲）、西德·巴雷特的《瘋人笑》及盧·里德的《變形記》。攝影師諾曼·澤夫在1972年至1975年間擔任聯美的創意總監，除了為數不少的專輯封面都是他的作品（樂隊合唱團的專輯、接吻樂團的《超級火辣》及瓊尼·米歇爾的《穆罕默德的逃亡》），他又指導包括《頹廢大街》在內的數十張專輯封面設計，當中有許多都獲得格萊美獎的提名。除了上述的例子之外，許多世界知名的圖像藝術家及插畫家都在音樂作品的包裝上發揮他們的天賦，令人留下深刻的印象，例如艾德·雷普卡（麥加帝斯）、安迪·沃霍爾（地下絲絨、滾石樂隊）、馬蒂·克拉維恩（桑塔納、邁爾士·戴維斯）、H·R·吉格爾（愛默生、雷克與帕瑪、戴比·哈里）、法蘭克·法拉捷特（莫莉·哈切特）、德雷克·里格斯（鐵娘子樂團）、傑米·里德（性手槍）、霍華德·芬斯特（R.E.M.、傳聲頭像）、阿爾·希斯奇費爾德（空中鐵匠）、肯·凱利（接吻樂團、戰士幫合唱團）、郝文（瑪麗蓮·曼森）、雷克斯·拉伊（大衛·鮑伊）、羅伯特·克拉姆（大哥控股公司樂團）、約翰·范·漢姆士維爾德（滾石樂隊）及謝巴德·費爾雷（約翰尼·卡什）。
許多唱片封面都使用很久之前的藝術家所授權的圖像，或者使用無版權的作品。著名的例子有德里克和多米諾的《萊拉和其他情歌》，使用法國畫家朔姆貝格的畫作《拿着花束的小女孩》。堪薩斯樂隊的首張專輯採用畫家約翰·斯圖爾特·庫里的一幅壁畫，再加以改動。純粹的草原聯盟的首張專輯採用畫家諾曼·洛克威爾所畫的一位牧童。酷玩樂隊在較近期推出的《玩酷人生》附上歐仁·德拉瓦羅瓦的作品《自由引導人民》（羅浮宮的熱門收藏品），專輯封面的頂部用白漆寫上「生命萬歲」的字樣。
一些攝影界及電影界的傳奇人物亦有參與專輯封面的制作，包括德魯·斯特贊（黑色安息日、埃利斯·庫珀、鐵蝴蝶及海灘男孩等）、安妮·萊柏維茲（約翰·列儂、布魯斯·斯普林斯廷、帕蒂·史密斯）、理查德·阿維頓（惠特妮·休斯頓、特迪·彭德格拉斯）、大衛·拉切貝爾（不要懷疑、艾爾頓·約翰）、安東·寇班（U2樂隊、殺手樂隊、潮流尖端）、卡爾·費里斯（吉米·亨德里克斯、多諾萬、冬青樹樂隊）、羅伯特·梅普爾索普（帕蒂·史密斯、彼得·蓋布瑞爾）、弗朗切斯科·斯卡烏洛（戴安娜·羅斯、埃德加·溫特）及大衛·邁克爾·肯尼迪等。
許多藝人及樂隊成員本身都是卓越的插畫家、設計師及攝影師，親自參與自己的唱片所需的美術工作，例子有吉米·佩奇（《齊柏林飛船4》）、克里斯·馬爾斯（換牌樂隊的《很高興認識我》等）、瑪麗蓮·曼森（《讓我們不要忘記》）、麥可·史戴普（R.E.M.的《加速器》）、湯姆·約克（電台司令的唱片）、邁克爾·布雷克（《林戈拉馬》）、約翰·恩特維斯托（《按編碼而分的誰人》）、格拉漢姆·考克森（《13》及他的大部分個人專輯）、麥克·篠田（多張林肯公園專輯）、瓊尼·米歇爾（《漫長通道》）、克羅斯比、史提爾斯、納許與尼爾·楊（《迄今為止》）及M.I.A.（橡皮筋樂隊的《危險》及她的唱片）。
三藩市灣區的一位唱片收藏家埃里克·克里斯坦森在2013年制作的紀錄片《封面的故事：音樂專輯的藝術》就是以專輯封面為主角。
音樂專輯的實物封面設計可供發揮創意。小臉樂隊的《奧格丹的堅果落下了》原本是用圓形的鐵罐包裝。霍斯里普斯的《高興的相遇-遺憾的離別》採用了八邊形的包裝。

## 包裝
音樂專輯是專輯整體包裝的重要部分，這些包裝都容易磨損和出現裂縫，特別是用了卡板封套的乙烯基唱片，放在膠盒內的專輯封面亦會出現一定程度的磨損和裂縫。它們的外觀及耐久性可以通過採取一些措施來改善，例如用塑料膜包裹。市場上亦有許多產品可供存放乙烯基唱片，例如膠封套。
乙烯基唱片的表面容易損壞，所以除了外面的卡板封套，內裡還有一層保護封皮，避免塵埃及手部的直接接觸，通常會剪裁成可以在封套之內滑動。這層封皮是薄薄的一張白紙或紙袋，可以是一片空白或印有同一家唱片公司的其他唱片訊息。頗為常見的是唱片的封套會有一個圓形的切口，讓人可以在不需要直接接觸唱片的情況下看到唱片的標籤，但如果內裡的封套附有歌詞，通常就不會有這處的縷空，這種做法在後來更普遍。迪卡唱片在封套上採用色彩辨識系統，藍色封套表示是立體聲唱片，紅色封套表示是單聲道唱片（當時的單聲道唱片機未必支援立體聲唱片）。這種系統在1960年代開始實行以降低包裝成本。
雖然激光唱片的體積細小意味著專輯面不需要那麼大，但光盤包裝的方式令封面的外觀更加多元化。
除了用以辨識唱片，通過平面設計、攝影圖片及插畫，專輯封面還可以宣傳唱片的音樂內容。專輯封面通常附有藝人的姓名、專輯名稱及唱片品牌。藝人姓名有時會以圖像的形式表示。封面有時還會有參考編號，但通常都是以前的乙烯基唱片才有。其他的訊息通常列在背面或包裝的內部，例如曲目、參與制作的人員、樂隊成員、演出嘉賓、設計師及生產商。包裝的側面亦會再次列出藝人姓名及專輯名稱，使唱片疊放在架上的時候亦可供辨認。

## 電子下載
鑑於音樂電子下載越趨流行及生產成本上漲，專輯封面的作用及流行程度亦出現轉變。音樂產業試圖適應技術及文化上的轉變，專輯包裝及封面在未來的音樂銷售市場上所扮演的角色未明，但可以肯定的是其角色正在轉變。電子形式的包裝會繼續湧現，在一定程度上會取代實物包裝。音頻層III（MP3）及微軟音頻（WMA）格式的音樂檔案可以包含聯合圖像專家組（JPEG）格式的電子專輯藝術作品。不過，截至2008年，附帶實物專輯封面的實物音樂產品在銷售額上仍高於電子下載。
2008年8月，負責為新秩序及羅西音樂設計專輯封面的設計師的彼得·薩維爾認為專輯封面已壽終正寢。
與此相對，一些藝人利用互聯網技術制作出更多的封面藝術，例如九寸釘樂團的專輯《過失》首先在樂隊的網站上發佈，提供免費下載，並為每首歌曲配上與主題相通而各不相同的圖片。造物主泰勒在2013年2月14日宣佈他的新唱片《狼》會採用三種不同的封面。
蘋果公司在2009年9月9日推出iTunes LP，是電子音樂專輯的藝術作品的一種格式。
專輯封面依然是聽眾體驗的一個重要部分，雖然電子圖像已經去實物化，但仍然有不少的收藏家買賣封面藝術及音樂。

## 被封殺的封面
一些音樂專輯封面展示暴力、裸露等圖片，因而遭到封殺。槍與玫瑰在1987年發行的專輯《毀滅欲》原來的封面描繪一位金屬復仇者準備懲處一位機械人強姦犯，多家音樂零售商都拒絕進貨。肯伊·威斯特在2010年推出的專輯《我的奇特幻想》描繪威斯特身上跨坐靶著着一隻不死鳥，牠的乳房及臂部清晰可見，因而被一些商店拒絕上架。

## 註腳
1. ↑  Ferguson（2011年），第336页
2. ↑  Granata（2003年），第47页
3. ↑  George-Warren（2007年），第237页
4. ↑  Koestler（2004年），第145页
5. ↑  Burgess（2014年），第19页
6. ↑  Shepherd，Horn & Laing（2003年），第612页
7. ↑  Adinolfi（2008年），第288页
8. 1 2 3  Edmondson（2013年），第32页
9. ↑  Smith（2009年），第xix-xx页
10. 1 2  Edmondson（2013年），第33页
11. ↑  Bogdanov，Woodstra & Erlewine（2003年），第614页
12. ↑  Radcliffe（2011年），第1917页
13. 1 2  Edmondson（2013年），第34页